# Ramsgate, New South Wales
Ramsgate är en del av en befolkad plats i Australien. Den ligger i kommunen Rockdale och delstaten New South Wales, i den sydöstra delen av landet, omkring 15 kilometer sydväst om delstatshuvudstaden Sydney. Antalet invånare är 1 433.
Trakten är tätbefolkad. Närmaste större samhälle är Sydney, omkring 15 kilometer nordost om Ramsgate. 
Runt Ramsgate är det i huvudsak tätbebyggt. Genomsnittlig årsnederbörd är 1 507 millimeter. Den regnigaste månaden är juni, med i genomsnitt 232 mm nederbörd, och den torraste är juli, med 39 mm nederbörd.